# Claes Göransson
Claes Göransson, född 2 maj 1958 i Norrköping, är en svensk tävlingscyklist. De främsta framgångarna nådde han under slutet av 70-talet. Göransson blev svensk juniormästare på 50 km 1976 och vann SM-guld år 1977 i 70 km lagtempo för seniorer med Alf Segersäll och Mats Mikiver. Året därpå erövrades SM-guld i 70 km lagtempo för seniorer med Tommy Prim och Mats Mikiver  samt SM-guld 50 km bana/lag för seniorer med Tommy Prim och Mats Mikiver och under 1979 vann han SM-guld i 70 km bana/lag för seniorer med Tommy Prim och Mats Mikiver.
År 1979 blev Göransson NM-tvåa i lagtempo med Tommy Prim, Alf Segersäll och Mats Mikiver. Laget kom även femma detta år i VM. 
1979 vinner Göransson även Östgötaloppet.
Mellan åren 1976 och 1980 tillhörde Göransson IF Saabs cykelsektion i Linköping som då var Sveriges ledande cykelklubb. Dessförinnan tävlande han för CK Antilopen i Norrköping och efter 1980 för CK Hymer i Linköping. Den 1 maj 1982 blev Göransson proffscyklist i det franska cykelstallet Mercier. 